# Гагра
Га̀гра (на абхазки и руски: Гагра, на грузински: გაგრა) е град в Северозападна Грузия, Абхазия.
Разположен е на брега на Черно море. Получава статут на град през 1933 г.
Има пристанище и жп гара. Морски климатичен и балнеологичен курорт. В града е развита хранително-вкусовата промишленост. Население около 26 900 (1991 г.)